# Hosakeri, Ramdurg
Hosakeri là một làng thuộc tehsil Ramdurg, huyện Belgaum, bang Karnataka, Ấn Độ.